# ازترم
ازترم (به آلمانی: Strem) یک منطقهٔ مسکونی در اتریش است که در ناحیه گوسینگ واقع شده‌است. ازترم ۹۲۲ نفر جمعیت دارد.